# Kanton Hautmont
Der Kanton Hautmont war von 1958 bis 2015 ein französischer Kanton im Arrondissement Avesnes-sur-Helpe, im Département Nord und in der Region Nord-Pas-de-Calais; sein Hauptort war Hautmont.

## Gemeinden
Der Kanton bestand aus sieben Gemeinden:
| Gemeinde              | Einwohner Jahr | Fläche km² | Bevölkerungsdichte | Code INSEE | Postleitzahl |
| --------------------- | -------------- | ---------- | ------------------ | ---------- | ------------ |
| Beaufort              | 970 (2013)     | –          | – Einw./km²        | 59058      | 59330        |
| Boussières-sur-Sambre | 531 (2013)     | –          | – Einw./km²        | 59103      | 59330        |
| Éclaibes              | 289 (2013)     | –          | – Einw./km²        | 59187      | 59330        |
| Hautmont              | 14.271 (2013)  | –          | – Einw./km²        | 59291      | 59330        |
| Limont-Fontaine       | 575 (2013)     | –          | – Einw./km²        | 59351      | 59330        |
| Neuf-Mesnil           | 1.313 (2013)   | –          | – Einw./km²        | 59424      | 59330        |
| Saint-Remy-du-Nord    | 1.164 (2013)   | –          | – Einw./km²        | 59543      | 59330        |